# Episodi di Sex Education (terza stagione)
La terza stagione della serie televisiva Sex Education, composta da 8 episodi, è stata distribuita su Netflix, in tutti i paesi in cui è disponibile, il 17 settembre 2021.
| nº | Titolo originale | Titolo italiano | Pubblicazione     |
| -- | ---------------- | --------------- | ----------------- |
| 1  | Episode 1        | Episodio 1      | 17 settembre 2021 |
| 2  | Episode 2        | Episodio 2      | 17 settembre 2021 |
| 3  | Episode 3        | Episodio 3      | 17 settembre 2021 |
| 4  | Episode 4        | Episodio 4      | 17 settembre 2021 |
| 5  | Episode 5        | Episodio 5      | 17 settembre 2021 |
| 6  | Episode 6        | Episodio 6      | 17 settembre 2021 |
| 7  | Episode 7        | Episodio 7      | 17 settembre 2021 |
| 8  | Episode 8        | Episodio 8      | 17 settembre 2021 |

## Episodio 1
- Titolo originale: Episode 1
- Diretto da: Ben Tyler
- Scritto da: Laurie Nunn

### Trama
Con un nuovo trimestre, la Moordale Secondary School accoglie Hope Haddon come nuovo preside, che promette di rimettere in carreggiata la scuola. Otis cerca di mantenere segreto il sesso occasionale con Ruby e scopre che un "Re del sesso" sta dando consigli sessuali fraudolenti nei bagni abbandonati. Jean promuove un libro sulle sue esperienze nell'insegnamento dell'educazione sessuale a Moordale e fa fatica a raccontare a Jakob della sua gravidanza. Eric e Adam rendono pubblica la loro relazione, anche se Adam ha problemi con le persone che prendono in giro la sua sessualità. Il signor Groff, che vive con il fratello ricco e superficiale, cerca invano di ottenere un lavoro di insegnante. Mentre conduce un'intervista televisiva, Hope viene interrotta da uno studente nudo che corre per il campus in preda al panico dopo che i suoi vestiti sono stati confiscati per errore. Otis e Maeve affrontano Kyle, il "Re del sesso". La signora Sands incoraggia Maeve a fare domanda per un programma di studio negli Stati Uniti. Ruby decide di non nascondere più la sua relazione con Otis. Otis informa Hope della clinica del sesso e quest’ultima farà demolire i bagni abbandonati.

## Episodio 2
- Titolo originale: Episode 2
- Diretto da: Ben Tyler
- Scritto da: Sophie Goodhart

### Trama
Adam non racconta a sua madre della sua relazione con Eric. Otis e Ruby sono fidanzati ufficialmente. Jean e Jakob decidono di essere co-genitori del nascituro di Jean, anche se Ola è a disagio. Hope implementa nuove linee guida e reprime i contenuti sessualmente allusivi nella scuola. Viv si offre volontaria insieme a Jackson per dipingere un muro pieno di graffiti, ma Cal, una persona non binaria, ne parla a Jackson. Il signor Groff continua a lottare con la disoccupazione; dopo aver sentito suo fratello lamentarsi, si trasferisce a casa del signor Hendricks. Jean e Jakob provano la terapia di coppia. Maeve chiede a Otis di organizzare sessioni di terapia con Jean per Aimee, affinché lei possa essere intima con Steve. Eric e Adam cercano di fare sesso, ma Adam non riesce a comunicare correttamente che vuole essere il passivo, portando Eric a credere di non essere interessato. Otis dà consigli ad Adam su come esprimersi più comodamente; Adam si reca da Eric e trascorrono la notte insieme. Maeve ha un confronto con Erin, che si rifiuta di parlarle, nella casa adottiva di Elsie. Maeve e Isaac si baciano prima che lui riveli di aver cancellato il messaggio vocale di Otis; Maeve si sente tradita e se ne va. Hope declassa Jackson, promuove Viv come rappresentante studentesco e ordina le uniformi scolastiche.

## Episodio 3
- Titolo originale: Episode 3
- Diretto da: Ben Tyler
- Scritto da: Laurie Nunn e Alice Seabright

### Trama
Jakob e Ola si trasferiscono a casa di Jean, ma tra Otis e Ola si sviluppa un attrito. Aimee inizia la terapia con Jean. Hope affida a Viv il controllo sull'obbedienza della uniforme, a cui Cal resiste. Jackson inizia un'amicizia con Cal. Otis, Ruby, Eric e Adam hanno un appuntamento a quattro. Eric è ferito quando Adam lo descrive solo come un amico davanti a sua madre e al suo nuovo fidanzato. Ruby porta con riluttanza Otis a casa sua, dove incontra suo padre, costretto a letto, Roland, che fuma cannabis a scopo medico fornita da Jeffrey per alleviare il suo dolore. Otis consiglia a Jeffrey di aiutare Cynthia a elaborare il suo dolore per la morte accidentale del loro gatto. Con l'aiuto di Isaac, Maeve migliora il suo rapporto con Erin. Otis e Ola raggiungono un'intesa per una corretta convivenza. Ruby chiama Otis e gli dice che lo ama, ma Otis non riesce a dirle lo stesso. Terminata la chiamata, gli occhi di Ruby, che giace sdraiata sul letto e con lo sguardo rivolto verso l'alto, si riempiono di lacrime.

## Episodio 4
- Titolo originale: Episode 4
- Diretto da: Runyararo Mapfumo
- Scritto da: Selina Lim

### Trama
Ruby evita i tentativi di Otis di parlarle. Maeve presenta la sua domanda al programma di studio. Jean e Jakob continuano la terapia di coppia, ma Jakob è scettico sulla sua utilità. Lily invia una storia al giornale locale. Hope introduce un nuovo programma di educazione sessuale e relazionale che si concentra sull'educazione sessuale basata esclusivamente sull'astinenza. Otis e Maeve protestano per le informazioni fornite e vengono espulsi dalla classe. Jean lotta con la sua gravidanza e trova un terreno comune con Jakob. Jakob trova un gioiello da uomo a casa di Jean. Maeve scopre che qualcuno ha pagato la sua quota per una gita scolastica in Francia e presume che fosse il genitore adottivo di Elsie. Il signore e la signora Groff si incontrano e lei lo incoraggia a contattare Adam. Maeve ha un appuntamento a cena con Isaac. Quando Otis ammette di non amare Ruby, lei rompe con lui.

## Episodio 5
- Titolo originale: Episode 5
- Diretto da: Ben Tyler
- Scritto da: Mawaan Rizwan

### Trama
Eric e la sua famiglia si recano in Nigeria per un matrimonio, mentre il resto della classe visita un campo della Battaglia della Somme . La madre di Eric gli chiede di non attirare l'attenzione su di sé. Viv informa Jackson e Cal di un forum in cui possono sollevare le loro preoccupazioni, ma Cal non è convinto. Otis cerca senza successo di scusarsi con Ruby. Jean incontra Hope all'ospedale, dove hanno una conversazione sull'educazione sessuale a Moordale. Aimee rivela a Maeve di aver fatto pagare a sua madre la sua quota di viaggio, aprendo una spaccatura tra loro. Jackson e Cal hanno le allucinazioni dopo aver preso dei funghi sullo scuolabus, creando una reazione a catena che porta Rahim a causare un incidente d'auto. Adam si prende la colpa per Rahim. Otis e Maeve perdono l'autobus, che parte senza di loro. Quando Jean e Jakob si imbattono in un ex di Jean, Jakob ammette di non fidarsi di lei e chiede un test di paternità. Otis e Maeve confessano i loro sentimenti reciproci e si baciano, ma Maeve dice che ha bisogno di tempo per elaborare i suoi pensieri.

## Episodio 6
- Titolo originale: Episode 6
- Diretto da: Runyararo Mapfumo
- Scritto da: Temi Wilkey

### Trama
Maeve viene accettata nel programma, ma la scuola non è in grado di fornire i suoi finanziamenti. La storia di Lily viene pubblicata, causando ancora più cattiva immagine per la scuola. Hope è messa sotto pressione dagli investitori e dal consiglio scolastico per i risultati. Hope punisce Cal, Lily e Adam davanti agli studenti; Rahim viene sospeso quando protesta. Maeve scopre che Erin ha rapito Elsie dalla casa adottiva. Quando Otis e Isaac competono tra loro per aiutare Maeve, lei li butta fuori entrambi. Il signor Groff restituisce il taccuino di Jean; si siedono per una sessione di terapia in cui Jean incoraggia il signor Groff a trovare qualcosa che gli dia felicità. Hope assegna a Viv l'incarico di fare una presentazione per l'imminente open day della scuola; Viv registra segretamente l'osservazione sprezzante di Hope sulle preoccupazioni degli studenti e la invia agli altri studenti. Otis rimprovera Jean quando lei gli chiede di Maeve dopo che Aimee l'ha menzionata accidentalmente. Adam chiede aiuto a Rahim per scrivere poesie per Eric. Al matrimonio, Eric incontra un fotografo, Oba, che lo porta in un segreto locale gay a Lagos dove finiscono per baciarsi.

## Episodio 7
- Titolo originale: Episode 7
- Diretto da: Runyararo Mapfumo
- Scritto da: Sophie Goodhart

### Trama
È open day alla Moordale Secondary School. Lily salta la scuola e si isola da Ola, che chiede a Otis di intervenire. Maeve si scusa con Isaac, ma lui non vuole entrare in una relazione con lei se non è sicura di lui. Maeve e Aimee si riconciliano e rintracciano Erin ed Elsie; Erin permette a Elsie di tornare alla casa adottiva. Hope chiude Cal in una stanza per la sua disubbidienza. Viv offre una presentazione video in cui gli studenti dichiarano con aria di sfida di essere orgogliosi di essere conosciuti come la "Sex School". Hope tenta di fermare il video, ma Ruby la respinge. Durante un'intervista televisiva, Jean inizia il travaglio. Jakob parla della sua defunta moglie con la terapista. Jackson e Cal si baciano, ma si fermano prima di fare sesso. Otis fa a Lily un discorso di incoraggiamento. Eric rivela ad Adam di aver baciato Oba. Il signor Groff scopre un interesse per la cucina e si difende da solo quando suo fratello lo sminuisce a una cena. Successivamente, si scusa con la signora Groff e le promette un cambiamento. Jean dà alla luce una bambina, ma soffre di un'emorragia. Otis e Maeve si baciano.

## Episodio 8
- Titolo originale: Episode 8
- Diretto da: Runyararo Mapfumo
- Scritto da: Laurie Nunn

### Trama
Adam entra a far parte di una competizione di agility dog. Lily prende il suo armamentario alieno e chiede a sua madre di disfarsene; dopo una richiesta di autografo da un fan, cambia idea. Intanto a scuola scoprono che Hope si è dimessa. Jean si sveglia dall'operazione e riceve i risultati del test di paternità, che la sconvolgono. Erin si intrufola nella scuola e dà a Maeve i soldi per il programma, ma Maeve decide di non andare perché non vuole lasciare Otis quando si sono appena messi insieme. Jackson e Cal discutono delle loro opinioni divergenti su una relazione e stabiliscono di non essere pronti per diventare una coppia. Gli studenti apprendono che la scuola sarà venduta per mancanza di fondi, quindi dovranno trovare soluzioni scolastiche alternative. Otis incontra Hope in ospedale, che sta tentando un altro ciclo di fecondazione in vitro dopo aver tentato senza successo per tre anni di rimanere incinta. Jean sente Otis confortare Hope. Lily e Ola fanno ammenda. Adam perdona Eric per aver baciato Oba, ma Eric rompe con lui perché si sente come se stesse perdendo parte di sé stesso a stare con qualcuno che non è ancora a suo agio nella propria identità. Adam rivela a sua madre che Eric era il suo ragazzo, e si scopre che ha scritto una poesia sincera sui suoi sentimenti. Maureen rifiuta la cena con Michael. Aimee convince Maeve a proseguire il programma di studio negli Stati Uniti. Alla fine dell’episodio, Maeve si saluta con Otis per poi partire per i suoi studi in America.